# Perfecto
Santo Perfecto (Santo Perfecto) (morto em 18 de abril de 850) foi um dos Mártires de Córdoba cujo martírio foi registrado por São Eulógio no Memoriale sanctorum.

## Vida
Ele nasceu em Córdoba quando a área estava sob o controle dos Mouros (o Califado Omíada). Perfecto era um monge e sacerdote ordenado. Ele serviu na basílica de São Acisclo em Córdoba. Os cristãos eram tolerados na área, mas não de maneira uniforme. De acordo com sua lenda, em 850, Perfecto foi desafiado por dois homens muçulmanos a dizer quem era o maior profeta: Jesus ou Maomé.
Inicialmente, ele se absteve de responder, para não provocá-los; mas eles insistiram que ele lhes desse uma resposta, prometendo protegê-lo de represálias. Ele então lhes disse em árabe que Maomé era um falso profeta e que era um homem imoral por supostamente seduzir a esposa de seu filho adotivo. Os muçulmanos mantiveram sua promessa e o deixaram ir, mas vários dias depois alguns deles mudaram de ideia e o fizeram ser preso.
Eles fizeram com que amigos capturassem Perfecto (para não quebrar o juramento) e o julgassem. Perfecto foi considerado culpado de blasfêmia pelo tribunal islâmico e foi executado. A lenda diz que as últimas palavras de Perfecto foram para abençoar Cristo e condenar Maomé e seu Alcorão.
Ele foi decapitado em 18 de abril de 850.
Seu martírio foi um dos primeiros em um período de perseguição muçulmana aos cristãos em Al-Andalus, que começou em 850 sob Abd ar-Rahman II, continuou sob seu sucessor Muhammad I, e prosseguiu intermitentemente até 960.
Seu dia festivo Católico é 18 de abril.